# Wappenmünzen von Athen

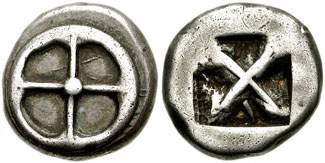
Athenische Drachme aus der Zeit 545–510 v. Chr.

Wappenmünzen sind Silbermünzen aus Athen, die im Zeitraum von etwa 570 bis 510 v. Chr. geprägt wurden. Es handelt sich hierbei vorwiegend um Didrachmen, in der späteren Phase auch um Tetradrachmen. Wenn die Vermutung mancher Wissenschaftler korrekt ist, wurde das Münzwesen in Athen erst um 550 v. Chr. durch Peisistratos eingeführt. Somit würde sich auch die Datierung in diesen Zeitrahmen verschieben.

## Zuordnung
Wappenmünzen haben keine Athener Aufschrift, können aber dennoch zweifelsfrei der Stadt Athen zugeordnet werden, da sich alle Funde solcher Münzen in und um Attika konzentrieren. Sie zirkulierten höchstwahrscheinlich dort, weil kleinere Münzeinheiten nur in Attika gefunden wurden. Die Athener Silberminen in Laurion hätten die Stadt auch in die Lage versetzt, eine große Menge an eigenen Münzen zu prägen. Wappenmünzen weisen den gleichen Gewichtsstandard auf, haben die gleiche stoffliche Grundlage und jeweils ein diagonal geteiltes quadratum incusum auf der Rückseite. Die wohl markanteste Gemeinsamkeit ist der gelegentliche Gebrauch des gleichen Rückseitenstempels für unterschiedliche Vorderseitenmotive. Dies führt zu dem Schluss, dass die Münzen in einer einzigen zentralen Münzprägestätte hergestellt wurden.

## Namensherkunft
Im Gegensatz zu anderen Münzprägestätten dieser Zeit hatte Athen nicht nur ein Vorderseitenmotiv, sondern eine ganze Reihe von Bildern. Diese von einer Kreislinie umgebenen Motive waren auch vielfach als Schildzeichen der Krieger auf attischen Vasen abgebildet. Aus diesem Grund wurden sie für die Wappen von führenden athenischen Familien, die den Auftrag der Münzprägung hatten, gehalten und wurden in der Forschung mit dem noch heute gebräuchlichen Begriff „Wappenmünzen“ bezeichnet, obwohl diese Deutung heute nicht mehr akzeptiert ist. Colin M. Kraay vermutet, dass der damalige Herrscher Peisistratos von Athen einzelne Familien an den Prägungen mitwirken ließ, um politische Unterstützung zu gewinnen. Diese Vermutung würde die vielen Motive und deren kurze Prägezeit erklären.

## Zeitraum
Im siebten Jahrhundert v. Chr. wird das erste Münzvorkommen in Lydien in West-Asien datiert. Münzen als leicht transportierbares Tauschmittel setzten sich schnell durch. 570 v. Chr. wird mit der Münzprägung in Zentral-Griechenland begonnen. Viele Bürger benutzten Münzen für alltägliche Dinge wie Kauf und Leihwesen. Die meisten archaischen und klassischen Münzen hatten allerdings einen zu hohen Wert und spielten keine Rolle in den alltäglichen Transaktionen. Sie waren eher im Überseehandel von Bedeutung. Trotz der wachsenden Verbreitung gab es noch immer große Teile Griechenlands ohne Geld mit kleinerem Nominalwert oder ohne Geld überhaupt. Dies zeigt, dass Münzen noch nicht essenziell für die Wirtschaft waren.
Die Münzprägung Athens ist stark an die Bedeutung der Stadt gebunden. Als Athen bereits eine wichtige Handelsstadt war und mit Handelsgut wie Olivenöl und Feinkeramik einen hohen Export zu verzeichnen hatte, waren die Wappenmünzen unter Händlern aufgrund ihrer mangelnden leichten Wiedererkennbarkeit eher unbeliebt.

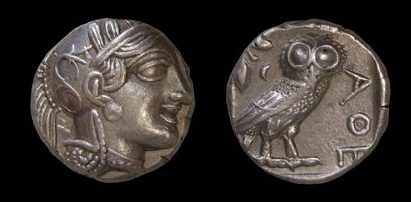
Attische Einheitsmünze mit Athena und der Eule

Im letzten Drittel des sechsten Jahrhunderts fiel die Entscheidung zur Einheitsmünze. Die vielen Vorderseitenmotive der Wappenmünzen wurden durch das Bild des Athenakopfes abgelöst und anstatt des diagonal geteilten quadratum incusums war auf der Rückseite nun die Eule, das wichtigste Attribut der Stadtgöttin, zu sehen. Erstmals stand jetzt der Name der Stadt auf der Münze, was zeigt, dass das Ziel hierbei vor allem entfernte Handelspartner sein mussten, da eine Benennung der Stadt für den lokalen Gebrauch nicht nötig gewesen wäre.
Städte wie Ägina und Korinth hatten bereits vor Athen ein etabliertes Münzsystem mit jeweils einem prägnanten Vorderseitenmotiv, weshalb nur spekuliert werden kann, weshalb Athen eine Reihe von Motiven geprägt hat. Die Vertreibung der Perser aus Griechenland um 479 v. Chr. ist gleichbedeutend mit dem Aufstieg Athens. Der vermehrte Silberabbau und der Ausbau des Hafens Piräus begünstigten die Münzprägung. Diese Faktoren und die Entscheidung zur Einheitsmünze beendeten zwar die Prägung der Wappenmünzen, begünstigten aber den Aufstieg der Athenamünze zur beliebtesten Fernhandelsmünze der griechischen Antike.

## Motive
Wappenmünzen zeigen Motive wie die Amphora, das Triskeles, die hintere Hälfte eine Pferdes nach rechts gerichtet, die Protome eines Pferdes nach links gerichtet, einen Astragal, ein gezügeltes Pferd nach links gerichtet und eine Eule. All diese Motive sind von einer Kreislinie umgeben. Demgegenüber waren Motive wie das Rad mit Querstreben, die Protome eines Pferdes nach rechts gerichtet, das Rad mit den strahlenförmigen Speichen, der Rinderkopf und das Gorgoneion nicht umrandet. Die Münzmotive lassen einen Bezug zu den panathenäischen Spielen und zur Stadtgöttin Athena mit ihren Attributen erkennen.
Die Motive lassen sich wie folgt zuordnen:
- Pferd, Wagenräder → Wagenrennen
- Triskeles → Laufwettbewerbe
- Amphora → Geschenk der Athena als Gewinn für den Sieger (gefüllt mit Olivenöl)
- Rinderkopf → Opfer für Athena
- Gorgoneion → das der Medusa abgeschlagene Haupt, Athena trägt es zur Abschreckung auf ihrem Schild

Das letzte Motiv, das vor der Einheitsmünze auf die Vorderseite geprägt wurde, war das Gorgoneion. Parallel zu diesem Motiv erschien auch eine Neuerung in der Art der Herstellung. Auf der Rückseite des Gorgoneion ist ein quadratum incusum mit einem Löwenkopf von vorne mit zwei Tatzen abgebildet. Dies ist der erste Hinweis für ein Rückseitenmotiv bei den attischen Münzen. Für die Wahl des Löwenkopfes als Motiv gibt es allerdings keine plausible Erklärung.